# Dwergvliegenvanger
De dwergvliegenvanger (Ficedula hodgsoni synoniem: Muscicapella hodgsoni) is een zangvogel uit de familie Muscicapidae (vliegenvangers). Verwantschapsonderzoek aan het DNA leidde tot plaatsing van deze soort in het geslacht Ficedula.

## Verspreiding
Deze soort telt 2 ondersoorten:
- F. h. hodgsoni: van de centrale en oostelijk Himalaya tot zuidelijk China en Midden-Indochina.
- F. h. sondaica: Schiereiland Malakka, Sumatra en Borneo.